# アイオナ (客船)
アイオナ（英語: Iona）は、P&Oクルーズが運航しているクルーズ客船。
船名はアイオナ島にちなむ。

## 概要
親会社のカーニバル・コーポレーションが建造している18万トン型「エクセル・クラス」の1隻で、P&Oクルーズ向けのアイオナ級1番船として、ドイツのマイヤー・ヴェルフトで建造され、2020年10月9日にブレーマーハーフェンで引き渡された。
船価は9億5千万ドル。
本船はP&Oクルーズでは初、世界でも3隻目のLNG燃料でフル航行可能なクルーズ客船で、マイヤー・ヴェルフトで建造された50隻目のクルーズ客船であった。
また、2015年竣工の「ブリタニア」から始めた船首のユニオンジャック模様のデザイン塗装を本船では初めて船尾にも施した。
当初2020年春に引き渡し予定だったがコロナ禍により建造が遅れ、10月の引き渡し後も就航できず、2021年6月からのイギリス周遊クルーズでようやくデビューした。
その後、P&Oクルーズ向けの同型2番船が2022年に建造された。

## 同型船
- 2番船　「アーヴィア（Arvia）」

2022年12月15日竣工。